# Iloca, Chile
Iloca este un târg din provincia Curicó, regiunea Maule, Chile, cu o suprafață de  km2. 